# Personagem histórica
Personagem histórica é uma personagem numa narrativa que é ou foi uma figura da realidade, tanto quando é desempenhada por um actor como quando é usado como a própria personagem histórica num trabalho literário.